# マルシュアスの皮を剥ぐアポロン (グエルチーノ)
『マルシュアスの皮を剥ぐアポロン』（マルシュアスのかわをはぐアポロン、伊: Marsia che scortica Apollo）、または『マルシュアスの皮剥ぎ』（マルシュアスのかわはぎ、伊: Lo Scoticamento di Marsia、英: The Flaying of Marsyas）は、イタリアのバロック絵画の巨匠グエルチーノが1618年にキャンバス上に油彩で制作した絵画である。伝記作者カルロ・チェーザレ・マルヴァージアの記述によれば、トスカーナ大公コジモ2世のために描かれた。現在、フィレンツェのパラティーナ美術館に所蔵されている。

## 主題
この絵画に取り上げられているのは、オウィディウスの『変身物語』 (6:382-400) および『祭暦』 (6:705-708) などいくつかの古代文献に記されているエピソードである。散歩中にサテュロスの1人であるマルシュアスは、女神アテナが捨てた笛を拾った。持ち前の器用さから、マルシュアスは笛の吹き方を会得し、いつしか自分こそが世界一の音楽家であり、太陽神アポロンの竪琴より素晴らしいと吹聴するまでになった。それを聞いたアポロンは怒り、オリュンポスの神々の立ち合いのもと音楽比べを行う。アポロンは難なくマルシュアスを打ち負かし、罰としてマルシュアスを松の木にぶらさげると、生きたまま彼の全身の皮を剥いだ。

## 作品
グエルチーノは、この神話に関する最後の最も悲劇的な瞬間、すなわち皮剥ぎの情景を描いている。月光に裸体を照らされたアポロンはマルシュアスの腹に足を載せ、マルシュアスの右足を抑えて彼の皮を剥ぎ始めたところである。後ろ姿のアポロンの頭部には、太陽神としての役割を想起させる一種の光輪が見える。マルシュアスは身をよじって抗っている。マルシュアスが縛られている木の上の方に見えるのは、2人の争いを思い起こさせるアポロンの楽器リラ・ダ・ブラッチョである。背後には湿潤な風景が広がり、左後方では木陰から2人の羊飼いが起きている出来事を見つけている。この2人の羊飼いは、『我アルカディアにもあり』 (バルベリーニ宮国立古典絵画館、ローマ) にも登場する。

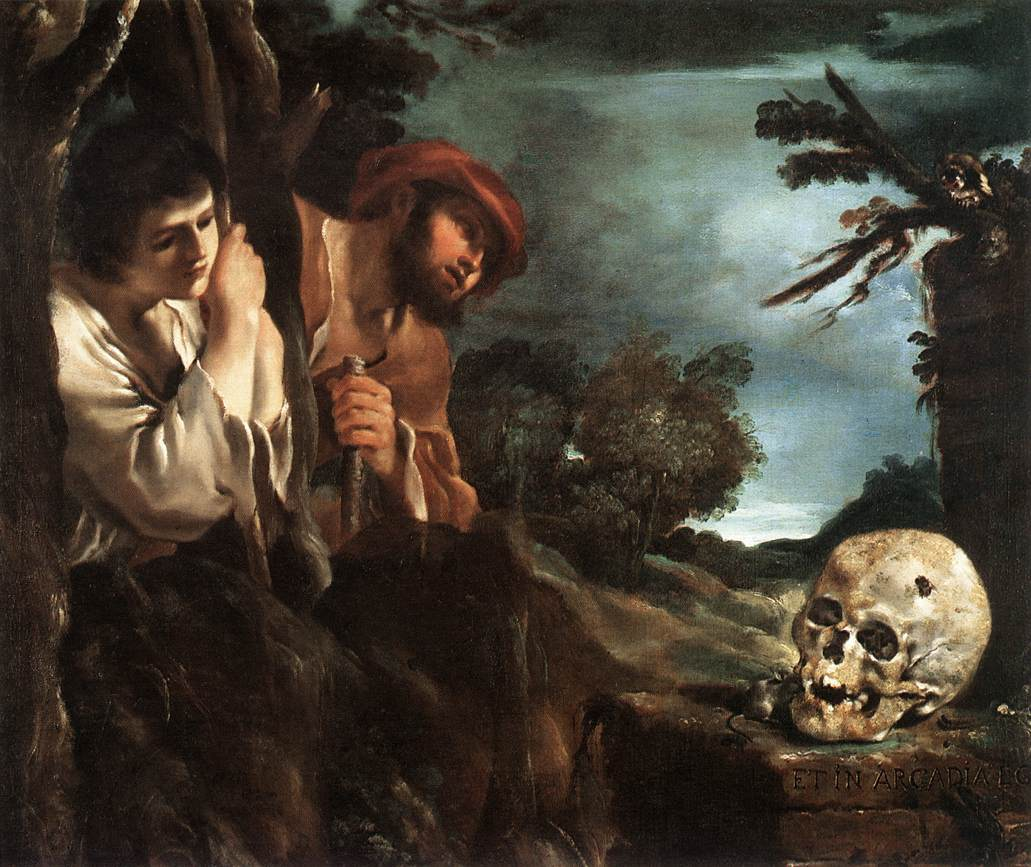
グエルチーノ『我アルカディアにもあり』(1618-1622年)、バルベリーニ宮国立古典絵画館、ローマ

研究者デニス・マホンの仮説によれば、グエルチーノは最初に『我アルカディアにもあり』を本作の2人の羊飼いの習作として描いた。その後、『我アルカディアにもあり』を売却するために髑髏と画面右側の銘文を加え、メメントモリの主題のある道徳的内容のある作品とした。別の研究者マッシモ・プリーニによれば、『我アルカディアにもあり』でなされた変更は、本作『マルシュアスの皮を剥ぐアポロン』と完全に隔たりのあるものではない。アポロンによる残虐で不当な制裁は、アルカディア的楽園における牧歌的特質の容赦ない喪失を明らかに示しているからである。
本作は色彩や構図、風景描写や全体の雰囲気に16世紀ヴェネツィア派との共通性が指摘されており、グエルチーノがヴェネツィアに旅行した後の作品であることは間違いない。さらに、本作に見られる激しい感情表現にもやはりヴェネツィア派絵画からの影響が想定される。以前のグエルチーノは、これほど情動溢れる絵画を描いたことはなかったのである。